# Kstovo
Kstovo (en russe : Кстово) est une ville de l'oblast de Nijni Novgorod, en Russie, et le siège administratif du raïon de Kstovo. Sa population s'élevait à 62 208 habitants en 2023.

## Géographie
Kstovo est située sur la rive droite de la Volga à 22 km au sud-est de Nijni Novgorod et à 413 km à l'est de Moscou.
Climat
Le climat est caractérisé comme continental tempéré, avec des étés courts et modérément chauds et des hivers froids et neigeux. La température annuelle moyenne est de 3,6 °C. La température moyenne de l'air du mois le plus chaud (juillet) est de 18,4 °C (le maximum absolu est de 39 °C) ; le plus froid (janvier), −11,8 °C (minimum absolu −40 °C). Les précipitations annuelles moyennes sont de 500 mm, dont 410 mm entre avril et octobre. Une couverture de neige stable s'établit dans la troisième décade de novembre et dure environ 154 jours.
Fuseau horaire
Le fuseau horaire est celui de Moscou.

## Histoire
Le village de Kstovo est mentionné dès le XIVe siècle. Dans les années 1950, la raffinerie de pétrole de Novogorkovsk (Новогорьковский нефтеперерабатывающий завод) a été reconstruite, ainsi qu'une ville nouvelle à quelques kilomètres au sud-est de l'ancien village de Kstovo, sur les hauteurs entre la Volga et la rivière Koudma.
Depuis lors, la partie ouest de la ville est centrée autour de l'ancien village de Kstovo, de caractère encore rural et communément appelé la Vieille Kstovo (Staroïe Kstovo), tandis que la partie orientale, construite dans les années 1950 et encore en expansion, est connue comme la Nouvelle Kstovo (Novoïe Kstovo).
Kstovo accéda au statut de commune urbaine en 1954 puis à celui de ville en 1957.

## Population
En 2001, la situation démographique accuse un solde négatif de 6,8 pour mille, avec un taux de natalité de 8 pour mille et un taux de mortalité de 14,8 pour mille.
Recensements (*) ou estimations de la population :
| 1959*  | 1970*  | 1979*  | 1989*  |
| ------ | ------ | ------ | ------ |
| 27 023 | 48 336 | 58 774 | 64 214 |

| 2002*  | 2010*  | 2012   | 2013   |
| ------ | ------ | ------ | ------ |
| 66 944 | 66 657 | 66 758 | 66 989 |

| 2016   | 2019   | 2021   | 2023   |
| ------ | ------ | ------ | ------ |
| 67 305 | 67 439 | 63 646 | 62 208 |

## Économie
Le principal employeur de Kstovo, qui est aussi à l'origine de la ville, est la raffinerie de pétrole Lukoil Nijegorodnefteorgsintez. On trouve également une usine de briques et de blocs de céramique (OAO Kerma, ОАО Керма) et des usines de produits alimentaires.
Une centrale de cogénération (Новогорьковская ТЭЦ, Novogorkovskaïa TETs) alimente le réseau électrique régional et fournit de l'eau chaude pour le chauffage urbain.

## Patrimoine
- Église Notre-Dame-de-Kazan de Kstovo, construite en 1775

## Religion
La majorité de la population est de confession orthodoxe. Elle dispose à Kstovo de quatre églises et de deux chapelles. L'église principale est l'église Notre-Dame-de-Vladimir construite dans les années 1990. L'église Notre-Dame-de-Kazan, construite en 1775, se trouve dans la partie historique de la ville et l'église Saint-Serge-de-Radonège a été construite en 2015-2016. Elles dépendent du doyenné de Kstovo de l'éparchie de Nijni Novgorod.